# Liste der Einträge in das National Register of Historic Places im Curry County (New Mexico)
Diese Liste der Einträge im National Register of Historic Places im Curry County (New Mexico) enthält alle im Curry County, New Mexico in das National Register of Historic Places eingetragenen Gebäude, Bauwerke, Objekte, Stätten oder historischen Distrikte.
Diese Liste entspricht dem Bearbeitungsstand des National Park Service/National Register of Historic Places vom 18. Oktober 2024.

## Legende
| NRHP | Historic Place |

## Aktuelle Einträge
| [ 2 ] | Name                                   | Bild                                   | Eintragsdatum                 | Lage                                                                                      | Ort    | Beschreibung |
| ----- | -------------------------------------- | -------------------------------------- | ----------------------------- | ----------------------------------------------------------------------------------------- | ------ | ------------ |
| 1     | 1908 Clovis City Hall and Fire Station | 1908 Clovis City Hall and Fire Station | 16. Juli 1987 ID-Nr. 87001110 | 308 Pile Street 34° 24′ 4″ N, 103° 12′ 2″ W                                               | Clovis |              |
| 2     | Clovis Baptist Hospital                | weitere Bilder                         | 5. Feb. 1982 ID-Nr. 82003322  | 515 Prince Street 34° 24′ 12″ N, 103° 11′ 44″ W                                           | Clovis |              |
| 3     | Clovis Central Fire Station            | Clovis Central Fire Station            | 2. Juli 1987 ID-Nr. 87001111  | 320 Mitchell Street 34° 24′ 5″ N, 103° 12′ 23″ W                                          | Clovis |              |
| 4     | Curry County Courthouse                | Curry County Courthouse                | 18. Juni 1987 ID-Nr. 87000881 | 700 block der Main Street 34° 24′ 19″ N, 103° 12′ 19″ W                                   | Clovis |              |
| 5     | First Methodist Church of Clovis       | First Methodist Church of Clovis       | 2. Juli 1987 ID-Nr. 87001112  | 622 Main Street 34° 24′ 15″ N, 103° 12′ 19″ W                                             | Clovis |              |
| 6     | Hillcrest Park Archway                 | Hillcrest Park Archway                 | 2. Juli 2008 ID-Nr. 08000573  | Verbindungsstraße der East 10th und der Sycamore Street 34° 24′ 29,5″ N, 103° 11′ 15,1″ W | Clovis |              |
| 7     | Lincoln Jackson School                 |                                        | 4. Okt. 2017 ID-Nr. 100001716 | 206 Alphon Street 34° 24′ 0,3″ N, 103° 13′ 31,5″ W                                        | Clovis |              |
| 8     | Hotel Clovis                           | weitere Bilder                         | 27. Dez. 1984 ID-Nr. 84000571 | 210 Main Street 34° 24′ 0″ N, 103° 12′ 53″ W                                              | Clovis |              |
| 9     | Lyceum Theater                         | Lyceum Theater                         | 17. Jan. 2007 ID-Nr. 06001253 | 409 Main Street 34° 24′ 14″ N, 103° 12′ 19″ W                                             | Clovis |              |
| 10    | Old Clovis Post Office                 | Old Clovis Post Office                 | 27. Dez. 1984 ID-Nr. 84000573 | 122 W. 4th Street 34° 24′ 7,2″ N, 103° 12′ 22,7″ W                                        | Clovis |              |
| 11    | Santa Fe Passenger Depot-Clovis        | weitere Bilder                         | 14. Dez. 1995 ID-Nr. 95001451 | 221 W. 1st Street 34° 23′ 52″ N, 103° 12′ 26″ W                                           | Clovis |              |
| 12    | State Theater                          | weitere Bilder                         | 17. Jan. 2007 ID-Nr. 06001255 | 504 Main Street 34° 24′ 18″ N, 103° 12′ 20″ W                                             | Clovis |              |